# خوانيتا مودي
خوانيتا مودي (بالإنجليزية: Juanita Moody)‏ هي عالمة تعمية أمريكية، ولدت في 29 مايو 1924، وتوفيت في 17 فبراير 2015 في باوليس في الولايات المتحدة.
أظهرت موهبة في الرياضيات منذ الصغر ، و عند بداية الحرب العالمية الثانية التحقت بجامعة ساوث كارولينا لكنها تركت الدراسة سنة 1943 لتشارك في تقديم المساعدة خلال الحرب و تخدم بجهازاستخبارات الإشارة، لفك شيفرات الرسائل خلال الحرب العالمية الثانية  إلى أن صارت مسؤولة عن التقاط المعلومات من جميع أنحاء العالم، و قد لعبت دورا مهما خلال أزمة الصواريخ الكوبية.